# Waltraut Kramm
Waltraut Kramm (* 14. Dezember 1931 in Berlin) ist eine deutsche Schauspielerin.

## Leben
Waltraut Kramm begann schon als Fünfjährige als Sprecherin beim Rundfunk für die Kindersendung Kunterbunt. Sie absolvierte von 1948 bis 1950 eine Schauspielausbildung an der DEFA-Schauspielschule.
Als Theaterschauspielerin arbeitete sie anschließend am Hans Otto Theater in Potsdam; dort war sie bis 1958 festes Ensemblemitglied. Ab 1958 arbeitete Kramm als freischaffende Schauspielerin für Theater, Film, Fernsehen und den Hörfunk.
Ihr Filmdebüt bei der DEFA gab sie 1949 (noch während ihrer Ausbildung) als jüdisches Mädchen Ruth Levin in dem Familienepos Die Buntkarierten. In dem Filmdrama Leuchtfeuer (1954), einer DDR-Koproduktion mit Schweden, verkörperte sie, unter der Regie von Wolfgang Staudte, die „herbe und verschlossene“ Frau des Mastfischers. 1958 übernahm sie die Rolle der Sophie in der Literaturverfilmung Der Prozeß wird vertagt, einer Adaption des Romans von Leonhard Frank. Bei der DEFA wirkte sie in Nebenrollen mehrfach in Märchenfilmen mit, so in Das kalte Herz (1950) und als junge Bäuerin in der Märchenverfilmung Das tapfere Schneiderlein (1956). Im späteren Verlauf ihrer Karriere wurde Kramm bei der DEFA nur noch selten in Hauptrollen eingesetzt; sie übernahm meist profilierte Nebenrollen. Häufig spielte sie in Kinderfilmen, in denen sie oft die Mutterrolle übernahm.
Bekannt wurde sie auch durch Auftritte in zahlreichen Fernsehserien, unter anderem in den Krimiserien Blaulicht, Polizeiruf 110 (so 1988 als Frau Schröder in der Folge Der Kreuzworträtselfall) und Der Staatsanwalt hat das Wort.
Nach dem Zweiten Weltkrieg nahm Kramm ihre Tätigkeit als Sprecherin für den Rundfunk wieder auf; sie sprach fast 30 Jahre die Rolle des „Kleinen Pfennigs“ in der Kinderfunkreihe Aus dem Butzemannhaus.
Kramm arbeitete häufig auch als Sprecherin für Hörspiele. Sie sprach, neben Genia Lapuhs als Königin, 1963 bei dem Plattenlabel Litera die Titelrolle in dem Märchenhörspiel Schneewittchen; im selben Jahr übernahm sie die Rolle von Rosenrot in dem Märchenhörspiel Schneeweißchen und Rosenrot. In dem Literaturhörspiel Huckleberry Finn sprach sie 1976 die Rolle der Mary Jane Wilks, eine der attraktiven Töchter des wohlhabenden Peter Wilks.
Mehrfach war Kramm auch als Synchronsprecherin tätig. In dem Märchenfilm-Klassiker Drei Haselnüsse für Aschenbrödel sprach sie in der DDR-Synchronfassung die Rolle der Wirtschafterin und Köchin Rosi; sie lieh ihre Stimme dabei der tschechoslowakischen Schauspielerin Míla Myslíková.
Waltraut Kramm ist verheiratet mit dem langjährigen Chefinspizienten des Hans-Otto-Theaters Dieter Schindelhauer.

## Filmografie (Auswahl)
- 1949: Die Buntkarierten
- 1950: Das kalte Herz
- 1950: Saure Wochen – frohe Feste
- 1950: Familie Benthin
- 1954: Leuchtfeuer
- 1956: Das tapfere Schneiderlein
- 1957: Schlösser und Katen
- 1958: Der Prozeß wird vertagt
- 1959: Sterne
- 1963: Blaulicht – In 24 Stunden
- 1964: Der geteilte Himmel
- 1965: Die antike Münze
- 1967: Der Revolver des Corporals
- 1968: Die Nacht im Grenzwald
- 1970: Effi Briest
- 1971: Kennen Sie Urban?
- 1973: Drei Haselnüsse für Aschenbrödel (als Synchronsprecherin)
- 1973: Der Staatsanwalt hat das Wort: Wunder dauern etwas länger (TV-Reihe)
- 1973: Stülpner-Legende (TV)
- 1973: Zement (TV-Zweiteiler)
- 1973: Polizeiruf 110: Freitag gegen Mitternacht (TV-Reihe)
- 1974: Die eigene Haut
- 1974: Die Frauen der Wardins (TV-Dreiteiler)
- 1975: Der Staatsanwalt hat das Wort: Hilfe für Maik (TV-Reihe)
- 1975: Mein blauer Vogel fliegt
- 1975: Der Staatsanwalt hat das Wort: Erzwungene Liebe (TV-Reihe)
- 1976: Die Bibliothekarin
- 1977: El Cantor (TV)
- 1978: Sabine Wulff
- 1978: Zwerg Nase
- 1979: Für Mord kein Beweis
- 1979: Karlchen, durchhalten!
- 1979: Pinselheinrich
- 1979: Spuk unterm Riesenrad (TV-Serie)
- 1979: Des Henkers Bruder
- 1979: Rentner haben niemals Zeit (Fernsehserie, 1 Folge)
- 1979: Lachtauben weinen nicht
- 1980: Meines Vaters Straßenbahn (TV-Zweiteiler)
- 1980: Max und siebeneinhalb Jungen
- 1980: Unser Mann ist König (TV-Serie)
- 1981: Schuleule Paula (TV)
- 1981: Zwei Zeilen, kleingedruckt (Dwe strotschki melkim schriftom)
- 1983: Spuk im Hochhaus (TV-Serie)
- 1983: Einer vom Rummel
- 1985: Polizeiruf 110: Verführung (TV-Reihe)
- 1985: Polizeiruf 110: Ein Schritt zu weit (TV-Reihe)
- 1987: Sansibar oder Der letzte Grund
- 1987: Das Schulgespenst
- 1987: Liane
- 1987: Spuk von draußen (TV-Serie)
- 1988: Polizeiruf 110: Der Mann im Baum (TV-Reihe)
- 1988: Polizeiruf 110: Der Kreuzworträtselfall (TV-Reihe)
- 1990: Über die Grenzen
- 1990: Polizeiruf 110: Warum ich … (TV-Reihe)
- 1991: Das Mädchen aus dem Fahrstuhl
- 1991: Polizeiruf 110: Das Treibhaus (TV-Reihe)
- 1991: Polizeiruf 110: Thanners neuer Job (TV-Reihe)
- 1992: Tandem
- 1992: Scheusal
- 1994: Das Versprechen
- 1997: Liebling Kreuzberg (Fernsehserie, 1 Folge)

## Theater
- 1957: Maxim Gorki: Die Feinde – Regie: Gerhard Meyer (Hans Otto Theater Potsdam)

## Hörspiele
- 1958: Jakob Grimm/Wilhelm Grimm: Frau Holle (Marie) – Regie: Günter Bormann (Hörspiel – Rundfunk der DDR)
- 1959: Kasper Germann: Ferien mit Ebbo (Monika) – Regie: Theodor Popp (Hörspiel – Rundfunk der DDR)
- 1960: Georg W. Pijet: Liebesheirat (Tochter) – Regie: Fritz-Ernst Fechner (Hörspiel – Rundfunk der DDR)
- 1963: Hasso Laudon: Wie Anette ihre Schulmappe suchte (Glühwürmchen Leuchtehell) – Regie: Flora Hoffmann (Kinderhörspiel – Rundfunk der DDR)
- 1964: Rolf Schneider: Ankunft in Weilstedt – Regie: Uwe Haacke (Hörspiel – Rundfunk der DDR)
- 1964: Elin Pelin: Jan Bibijan und das Teufelchen Füt (Schwarze Krähe) – Regie: Ingeborg Milster (Kinderhörspiel – Rundfunk der DDR)
- 1964: Karel Michael Walló: Die kluge Prinzessin (Helene) – Regie: Andreas Bauer (Kinderhörspiel – Litera)
- 1965: Egon Mathiesen: Mies mit den blauen Augen (kleine Mies) – Regie: Joachim Herting (Kinderhörspiel/Kurzhörspiel – Rundfunk der DDR)
- 1966: Manfred Streubel: Nico im Eis – Regie: Joachim Staritz (Kinderhörspiel – Rundfunk der DDR)
- 1967: Maxim Gorki: Wassa Schelesnowa – Regie: Fritz-Ernst Fechner (Hörspiel – Rundfunk der DDR)
- 1967: Volkstext: Der Hase und der Brunnen (Häsin) – Regie: Helmut Molleg (Kinderhörspiel – Rundfunk der DDR)
- 1967: Siegfried Pfaff: Regina B. – Ein Tag in ihrem Leben – Regie: Fritz-Ernst Fechner (Hörspiel – Rundfunk der DDR)
- 1968: Ralph Knebel: Heimsuchungen eines Eingesessenen – Regie: Peter Kupke (Hörspiel – Rundfunk der DDR)
- 1968: Ilja Konstantinowski: Verjährungsfrist (Stefa) – Regie: Helmut Molegg (Hörspiel – Rundfunk der DDR)
- 1968: Erasmus Schöfer: Denkmal Pfeiffer (Martina Fellner) – Regie: Fritz-Ernst Fechner (Hörspiel – Rundfunk der DDR)
- 1969: Fritz Selbmann: Ein weiter Weg (Lotti Hesse) – Regie: Fritz-Ernst Fechner (Hörspiel (8 Teile) – Rundfunk der DDR)
- 1970: Dieter Müller: Die Richter des Friedrich Ludwig Jahn (Micha) – Regie: Theodor Popp (Kinderhörspiel – Rundfunk der DDR)
- 1972: William Shakespeare: Sturm – Regie: Fritz Göhler (Hörspiel – Rundfunk der DDR)
- 1972: Joachim Witte: Die wilden Ritter der Reckeburg (Frau Krell) – Regie: Joachim Gürtner (Hörspielreihe: Neumann, zweimal klingeln – Rundfunk der DDR)
- 1973: Johann Wolfgang von Goethe: Geschichte des Götz von Berlichingen mit der eisernen Hand (Maria) – Regie: Werner Grunow (Rundfunk der DDR)
- 1974: Günter Spranger: Zur Fahndung ausgeschrieben: Sabine (Sprecherin) – Regie: Albrecht Surkau (Hörspielreihe: Tatbestand, Nr. 3 – Rundfunk der DDR)
- 1975: Erik Knudsen: Not kennt kein Gebot oder der Wille Opfer zu bringen (Agues) – Regie: Peter Groeger (Hörspiel – Rundfunk der DDR)
- 1975: Arne Leonhardt: Porträt eines Helden (Frau Ohme) – Regie: Joachim Gürtner (Hörspielreihe: Neumann, zweimal klingeln – Rundfunk der DDR)
- 1975: Joachim Witte: Die Schlange (Frau Lange) – Regie: Joachim Witte (Hörspielreihe: Neumann, zweimal klingeln – Rundfunk der DDR)
- 1976: Mark Twain: Die Abenteuer des Huckleberry Finn (Mary Jane) – Regie: Theodor Popp (Kinderhörspiel – Litera)
- 1977: Barbara Neuhaus: Schweigegeld – Regie: Joachim Witte (Hörspiel – Rundfunk der DDR)
- 1978: Inge Ristock: Neue Aufregung um Jörg (Mutter) – Regie: Inge Ristock (Hörspielreihe: Neumann, zweimal klingeln – Rundfunk der DDR)
- 1978: Erika Runge: Die Verwandlungen einer fleißigen, immer zuverlässigen und letztlich unauffälligen Chefsekretärin – Regie: Peter Groeger (Hörspiel – Rundfunk der DDR)
- 1979: Wolfgang Stemmler: Nichtraucher in zehn Tagen (Frau Kallweit) – Regie: Joachim Gürtner (Hörspielreihe: Neumann, zweimal klingeln – Rundfunk der DDR)
- 1980: Jorge Amado: Der gestreifte Kater und die Schwalbe Sinhá (Schwalbenmutter) – Regie: Manfred Täubert (Kinderhörspiel – Rundfunk der DDR)
- 1982: Albert Wendt: Der Sauwetterwind (Die Gute) – Regie: Christa Kowalski (Kinderhörspiel – Rundfunk der DDR; Übernahme durch Litera, 1985)
- 1983: Hans Christian Andersen: Die Schneekönigin (Schneekönigin) – Regie: Uwe Haacke (Kinderhörspiel – Rundfunk der DDR)
- 1984: Brüder Grimm: Der Teufel mit den drei goldenen Haaren (Hofdame, Städter) – Regie: Maritta Hübner (Kinderhörspiel – Litera)
- 1986: Stephan Göritz: Das sprechende Bild (Madame Giraud) – Regie: Uwe Haacke (Kriminalhörspiel – Rundfunk der DDR)
- 1987: Jörg Berrouschot: Kasper und der Drache Feuerspei (Müllerin) – Regie: Rüdiger Zeige (Kinderhörspiel/Kurzhörspiel – Rundfunk der DDR)